# Konungarnas tillbedjan (Bruegel)
Konungarnas tillbedjan är en oljemålning av den flamländske renässanskonstnären Pieter Bruegel den äldre. Målningen är signerad och daterad 1564. Den ingår sedan 1920 ingår i samlingarna på National Gallery i London. Bruegel målade även två andra versioner av samma med motiv; den ena är utställd på Sammlung Oskar Reinhart – Am Römerholz i Winterthur och den andra på Kungliga museet för sköna konster i Bryssel.

## Motivet
Konungarnas tillbedjan är en episod ur Matteusevangeliet (2:1–12) som berättar om österländska stjärntydare som följde Betlehemsstjärnan till Betlehem där de fann Jesusbarnet och hans mor Jungfru Maria. De öppnade sina kistor och räckte fram gåvor: guld, rökelse och myrra. Dessa har i den kristna traditionen benämnts de tre vise männen eller heliga tre konungar och deras hedrande av Jesusbarnet kallas "Konungarnas tillbedjan". 
Bruegel målade ett flertal skildringar av bibliska episoder överfört till nordeuropeiskt landskap och miljö, till exempel Landskap med flykten till Egypten. Inte sällan avbildades landskapet i vinterskrud, till exempel i Barnamorden i Betlehem och Folkräkningen i Betlehem samt Winterthurversionen av Konungarnas tillbedjan. Den senare benämns Konungarnas tillbedjan i snö för att särskilja den från Bruegels övriga två övriga tavlor med detta motiv.

## Londonversionen
I Londonversionen skildras Melker och den knäböjande Kaspar till vänster och Baltsar till höger. Bakom Jungfru Maria står Josef. Alla är klädda i europeiska 1500-tals kläder. Londonversionen avbildar personerna som grova och avidealiserade, nästan groteska. Bruegel var influerad av Hieronymus Bosch, som också målade Konungarnas tillbedjan, och de italienska manieristerna vars måleri utgjorde en kontrast mot högrenässansens harmoni, ordning och perfektion. Det manieristiska stildraget att avbilda figurer med utdragna proportioner och i komplicerade rörelser syns tydligt även i Londonversionen.

## Andra versioner
Winterhurversionen benämns Konungarnas tillbedjan i snö och skildrar Jungfru Maria, Jesusbarnet och de tre vise männen längst ner till vänster. Fokus är mindre på det religiösa, mer på vardagen i en vintrig flamländsk småstad och är på så sätt mer en genremålning. Målningen är daterad till 1563 och därmed den första av Bruegels snöskildringar (till exempel Jägarna i snön och Vinterlandskap med skridskoåkare och en fågelfälla) och en av de första avbildningarna av snöfall överhuvudtaget.
Brysselversionens attribuering och datering anses osäker. Den anges antingen som ett verk utfört av Bruegel den äldre själv, till exempel av Kungliga museet för sköna konster där den är utställd sedan 1909, eller av okänd konstnär som verkat i hans skola. Till skillnad från övriga två versioner är den utförd med temperafärg på duk, och inte oljefärg på pannå.

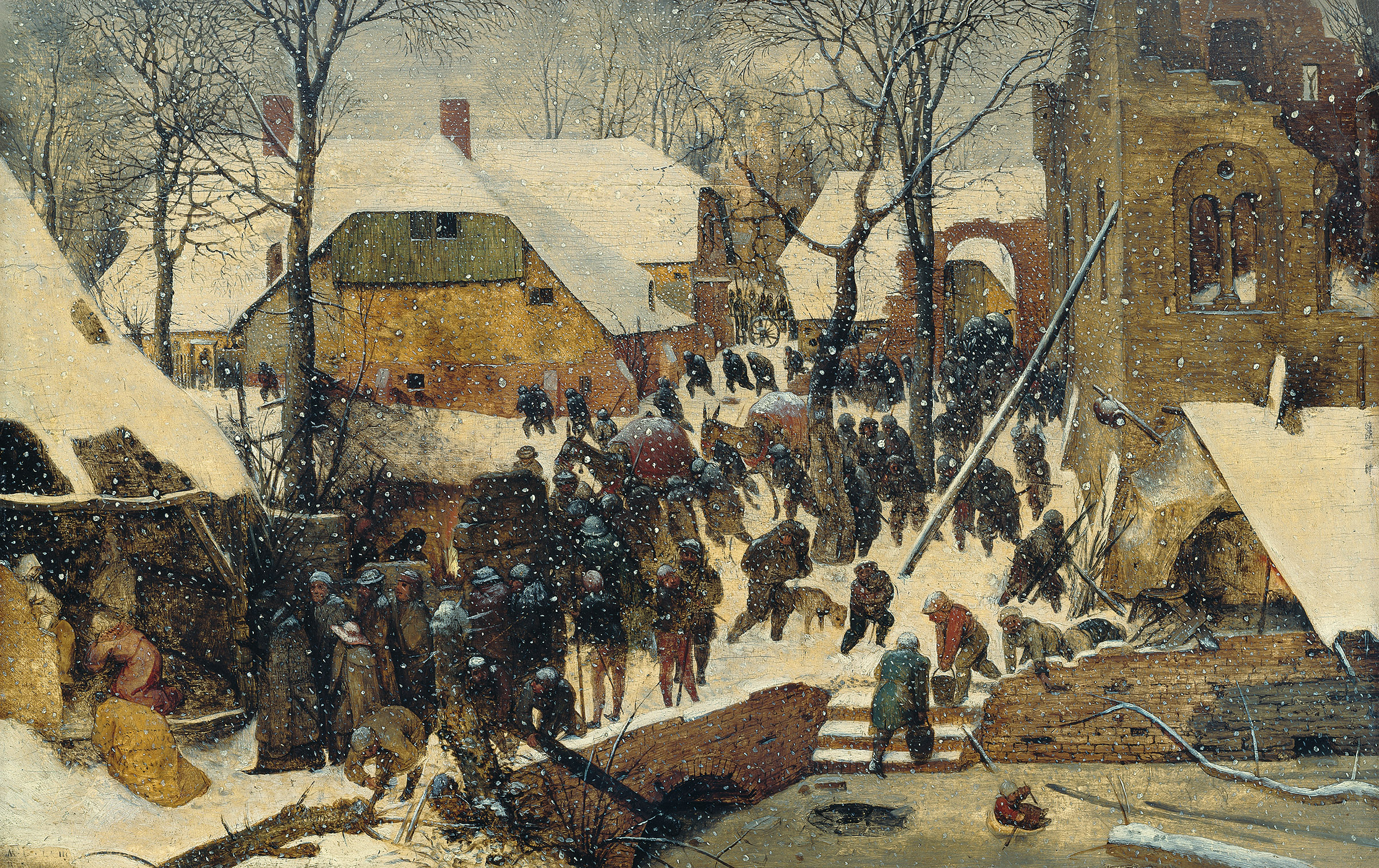
1563 års version är utställd på Sammlung Oskar Reinhart – Am Römerholz i Winterthur. Den är målad med oljefärg på en ekpannå och dess storlek är 35 x 55 cm.
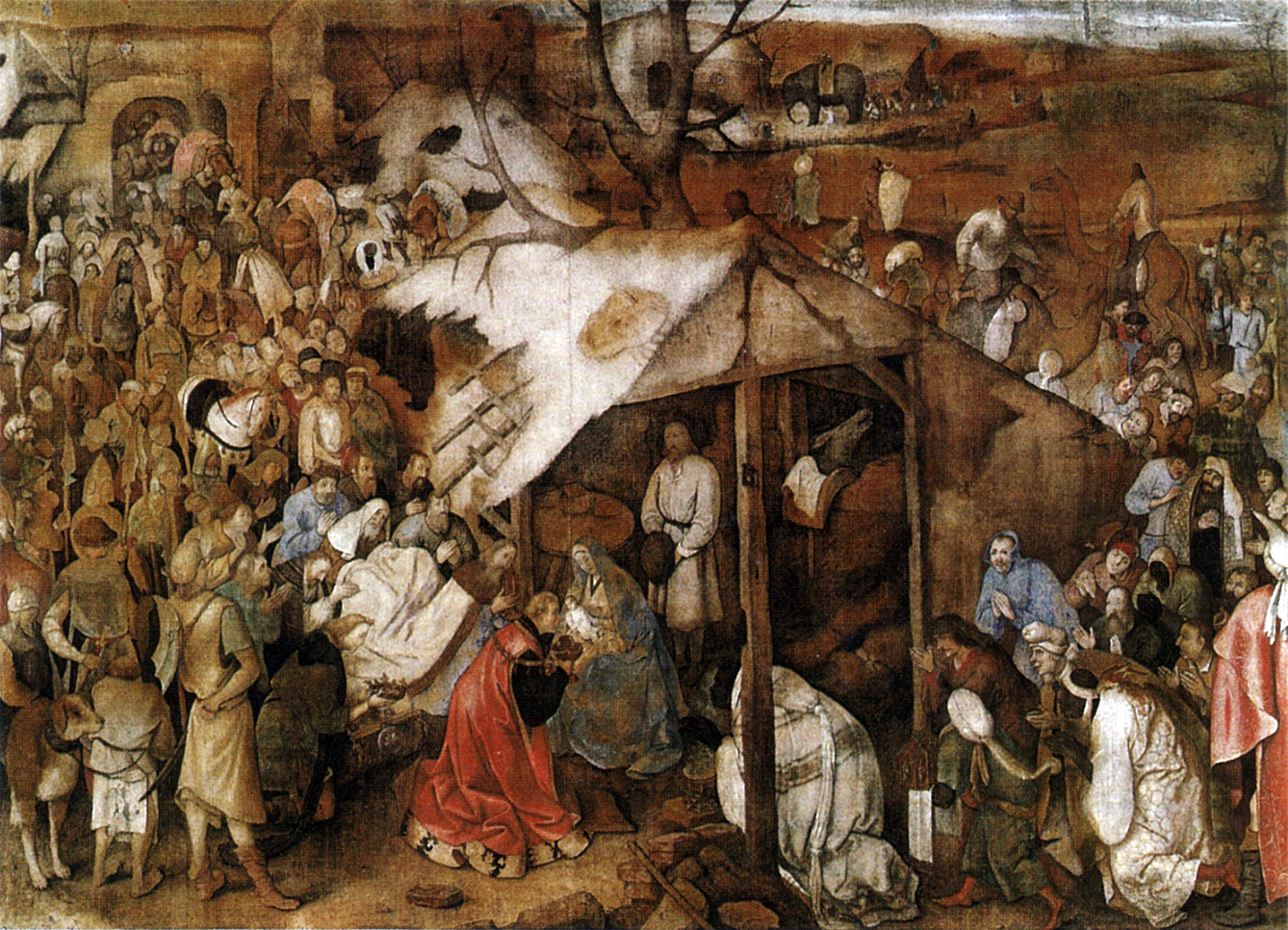
Versionen på Kungliga museet för sköna konster i Bryssel dateras till andra hälften av 1500-talet. Den är utförd med tempera färg på duk och dess storlek är 124 x 169 cm.

Bruegel var en betydande konstnärsfamilj och Pieters söner Jan och Pieter målade också motivet Konungarnas tillbedjan - ett av renässansmåleriets vanligaste. Pieter Brueghel den yngre kopierade sin fars verk i stora upplagor, däribland Bryssel- och Winterthurversionerna av Konungarnas tillbedjan. Pieter Brueghel den yngres kopior av Winterthurversionen ingår till exempel i samlingarna på Kungliga museet för sköna konster i Bryssel och museet med samma namn i Antwerpen, Rijksmuseum, Nationalgalleriet i Prag, Eremitaget och Museo Correr i Venedig. Hans kopior av Brysselversionen ingår bland annat i samlingarna på Kungliga museet för sköna konster i Antwerpen. Jan Brueghel målade egna versioner av det kristna motivet och hans versioner finns bland annat utställda på Kungliga museet för sköna konster i Antwerpen, Eremitaget, Kunsthistorisches Museum i Wien.

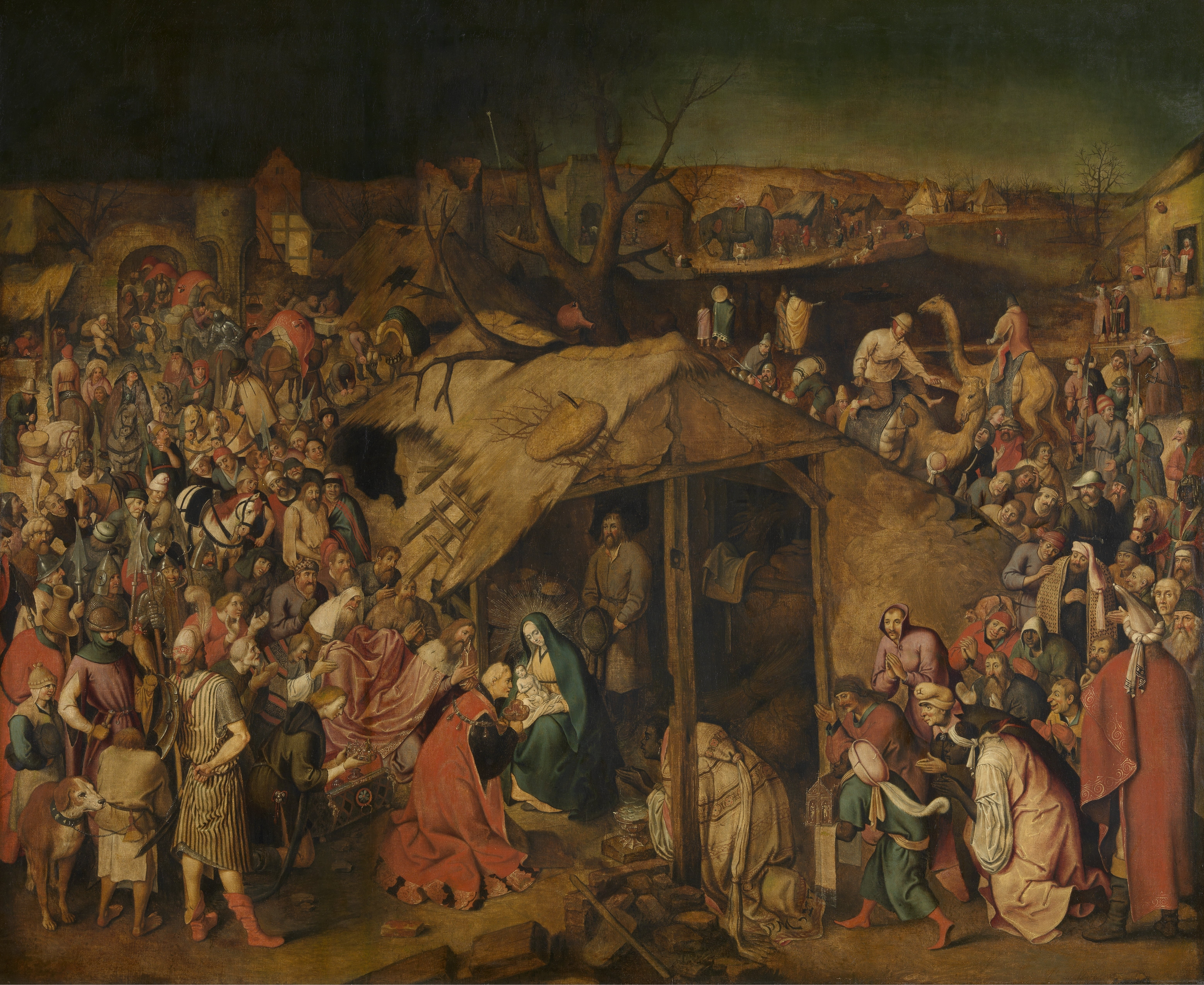
Pieter Brueghel den yngre, Konungarnas tillbedjan, odaterad, sedan 1906 på Kungliga museet för sköna konster Antwerpen (140,2 × 171,5 cm).
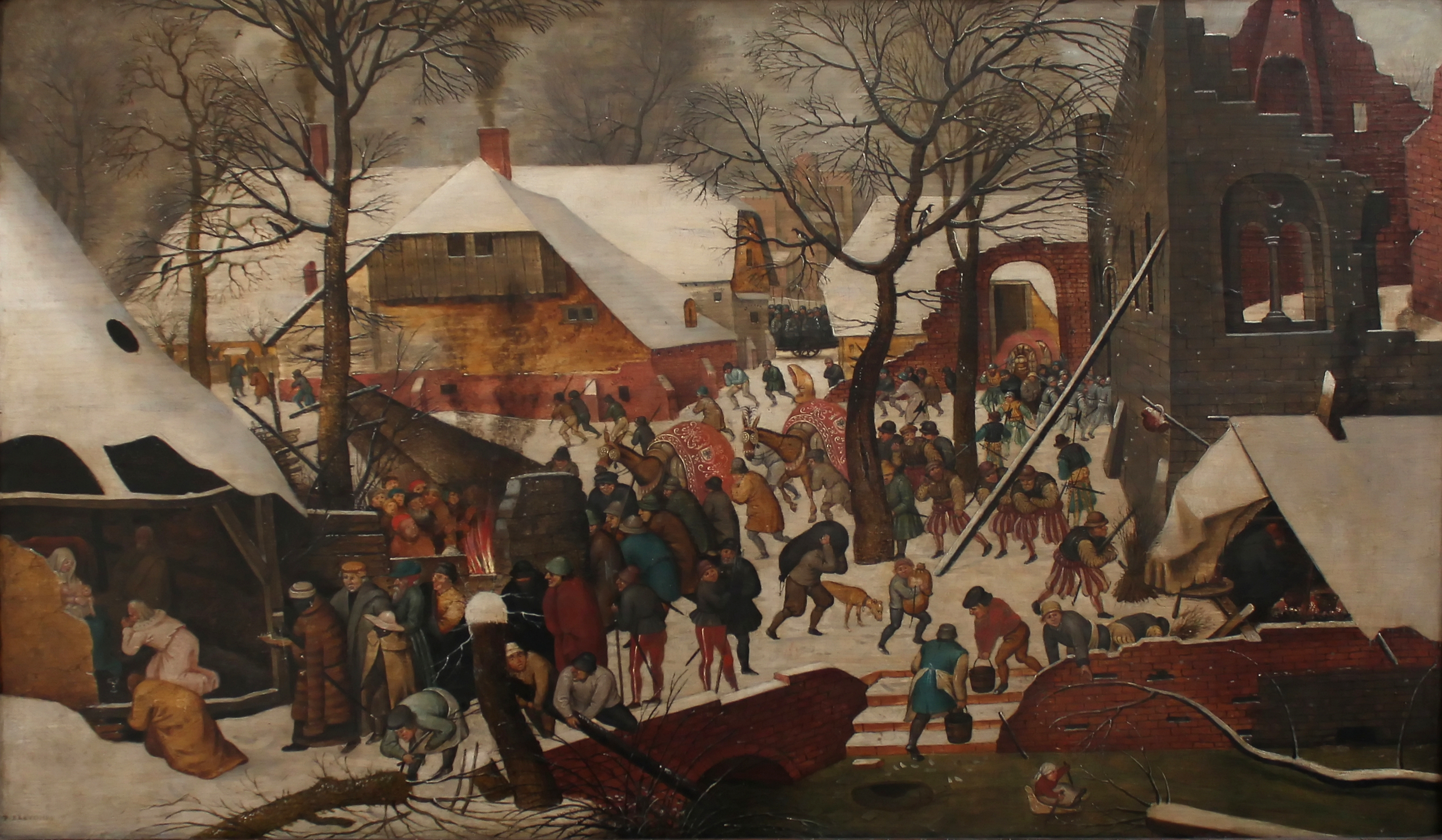
Pieter Brueghel den yngre, Konungarnas tillbedjan i snö, odaterad, sedan 1979 på Kungliga museet för sköna konster i Belgien (36 x 56 cm).
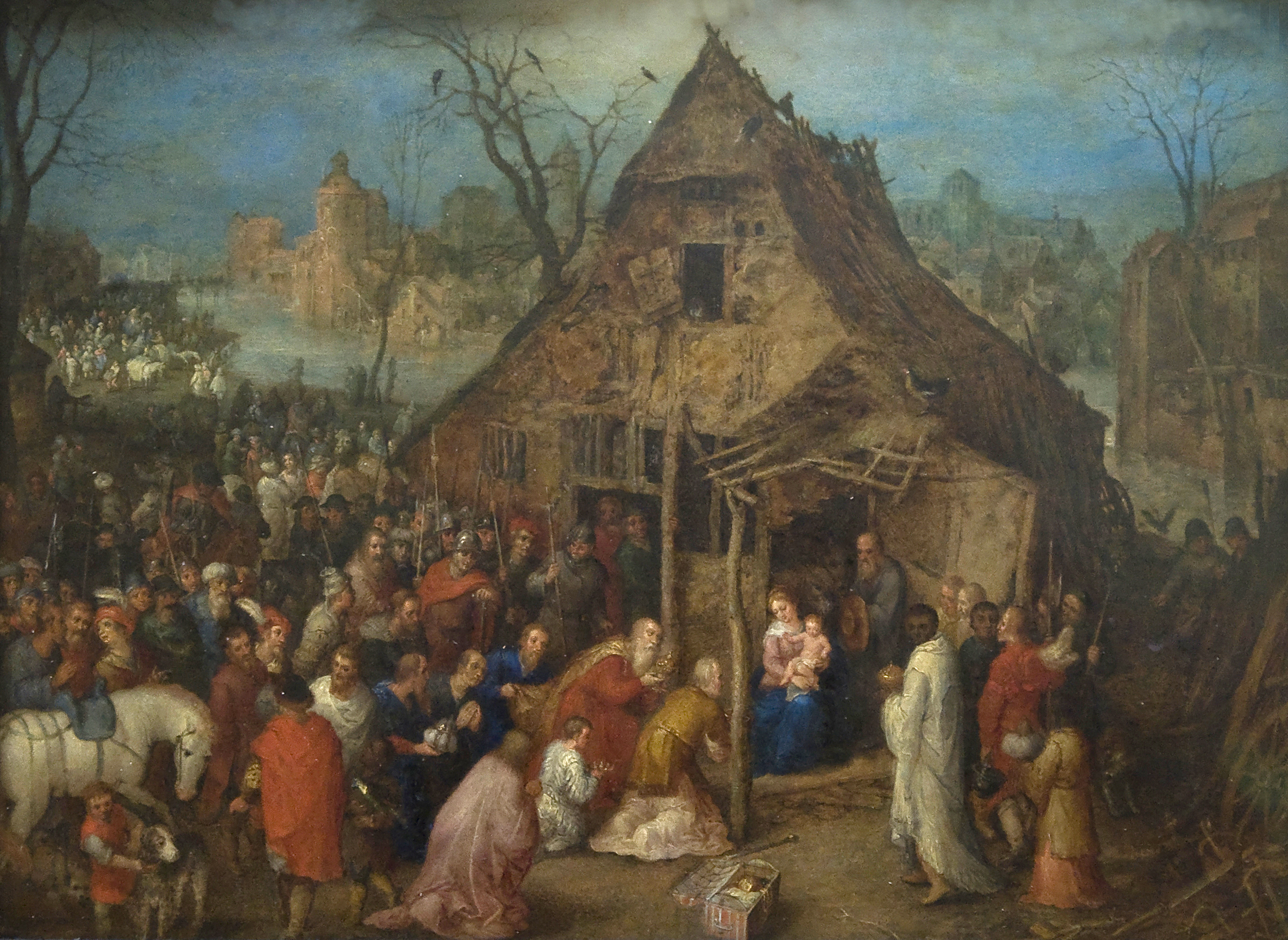
Jan Brueghel den äldre, Konungarnas tillbedjan, målad 1600 och sedan 1913 på Kungliga museet för sköna konster Antwerpen (26 × 36 cm).
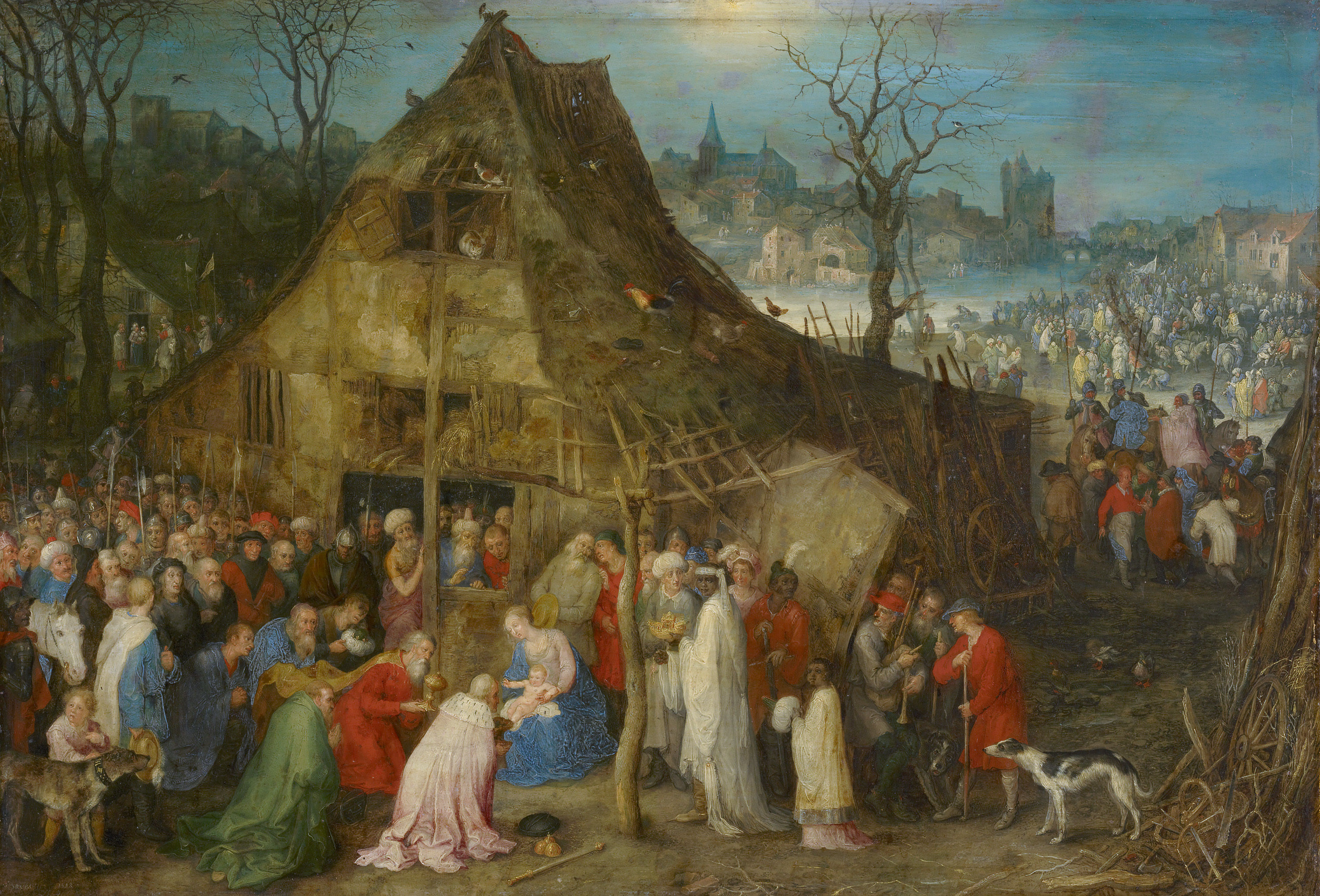
Jan Brueghel den äldre, Konungarnas tillbedjan, daterad 1598 och sedan 1806 på Kunsthistorisches Museum i Wien (42,5 × 57,7 cm).